# Hartenius
Hartenius là một chi bọ cánh cứng trong họ 
Elateridae.
Chi này được miêu tả khoa học năm 2008 bởi Platia.

## Các loài
Chi này có các loài:
- Hartenius narci Platia, 2008